# ماريو توث
ماريو توث (بالسلوفاكية: Mário Tóth) هو لاعب كرة قدم سلوفاكي في مركز الدفاع، ولد في 6 أبريل 1995 في براتيسلافا في سلوفاكيا. لعب مع نادي ترنتشين.

## وصلات خارجية
- ماريو توث على موقع قاعدة بيانات كرة القدم.إي يو (الإنجليزية)
- ماريو توث على موقع Soccerway.com (الإنجليزية)